# Lakai
Lakai est une marque de chaussures et vêtements de skateboard américaine fondée par Mike Carroll et Rick Howard, deux skateurs professionnels, dont le siège est à Torrance, en Californie.

## Team Lakai
- Mike Carroll
- Rick Howard
- Marc Johnson
- Cairo Foster
- Guy Mariano
- Brandon Biebel
- Rob Welsh
- Jeff Lenoce
- Vincent Alvarez
- Jesus Fernandez
- J.B Gillet
- Nick Jensen
- Danny Brady
- Daniel Espinosa
- Riley Hawk
- Raven Tershi
- Stevie Perez

## Films
- Fully flared
- Red flare